# Кутопьюганское
Кутопьюганское — упразднённое муниципальное образование со статусом сельского поселения в Надымском районе Ямало-Ненецкого автономного округа России.
Административный центр — село Кутопьюган.
В 2020 году поселение было упразднено в связи с преобразованием муниципального района в муниципальный округ.
Основано в 1954 году для обслуживания самодельного трафика в закрытый посёлок Саббета.

## История
Статус и границы сельского поселения установлены Законом Ямало-Ненецкого автономного округа от 20 декабря 2004 года № 111-ЗАО «О наделении статусом, определении административного центра и установлении границ муниципальных образований Надымского района».

## Население
| 2010  | 2011  | 2012  | 2013  | 2014  | 2015  | 2016  |
| ----- | ----- | ----- | ----- | ----- | ----- | ----- |
| 824   | ↘821  | ↘805  | ↗1159 | ↗1161 | ↗1189 | →1189 |
| 2017  | 2018  | 2019  |       |       |       |       |
| ↗1209 | ↗1229 | ↘1227 |       |       |       |       |

## Населённые пункты
В состав сельского поселения входило 2 населённых пункта:
| № | Населённый пункт | Тип населённого пункта       | Население |
| - | ---------------- | ---------------------------- | --------- |
| 1 | Кутопьюган       | село, административный центр | ↗864      |
| 2 | Нори             | село                         | ↗406      |